# Schwebheim (Burgbernheim)
Schwebheim (fränkisch: Schwäba) ist ein Gemeindeteil der Stadt Burgbernheim im Landkreis Neustadt an der Aisch-Bad Windsheim (Mittelfranken, Bayern). Die Gemarkung Schwebheim hat eine Fläche von 5,716 km². Sie ist in 595 Flurstücke aufgeteilt, die eine durchschnittliche Fläche von 9606,53 m² haben.

## Geografische Lage
Das Pfarrdorf liegt fünf Kilometer nördlich der Frankenhöhe in der Windsheimer Bucht in einer fast baumfreien Ackerbaulandschaft mit Wiesen allein in den tiefen Tallagen. Dem Südrand des Ortes Schwebheim entlang fließt der Engertsbach, etwas südlich von ihm fast parallel der Ainbach, der ihn von links aufnimmt und dann gleich linksseits in die Aisch mündet; diese selbst entspringt am Südrand der Gemarkung neben kleineren Quellen an einem Parkplatz der B 13 dem Gipskarst. Unmittelbar nördlich des Ortes erhebt sich der Schwarzenbuck (341 m ü. NHN), 0,5 km nordöstlich der Lachbuck (334 m ü. NHN) und 0,5 km südwestlich der Ersberg (343 m ü. NHN), während der tiefste Punkt der Gemarkung etwa auf 313 m ü. NHN liegt. 1 km nordwestlich liegt das Flurgebiet Egärtenäcker.
Die Bundesstraße 13 verläuft unmittelbar westlich des Ortes und führt zu einer Anschlussstelle der Bundesstraße 470 (2 km südöstlich) bzw. nach Uffenheim (10,5 km nordwestlich). Eine Gemeindeverbindungsstraße führt nach Illesheim zur Kreisstraße NEA 39 (2,5 km östlich).

## Geschichte
Der Ort wurde im 9. Jahrhundert als „Suabheim“ erstmals urkundlich erwähnt. Gemäß dieser Urkunde schenkte eine Reginsuint dem Kloster Fulda ihre Besitzungen im Rangau, zu denen auch dieser Ort zählte. Das Bestimmungswort des Ortsnamens ist der Personenname Suābo. Der Inhalt einer Urkunde von 992 lässt vermuten, dass es im Ort schon zu dieser Zeit eine Kirche gab, wohl eine Filiale von Burgbernheim. Es gab auch ein Schloss mit ortsansässigem Rittergeschlecht. Daneben hatten auch zahlreiche Fremdherren Ansprüche im Ort. 1288 erhielt das Kloster Heilsbronn einen Hof vom Ritter Ulrich Hübschmann. 1303/06 kam es zu weiteren Erwerbungen des Klosters. Kurz vor der Reformation wurde St. Laurentius zur Pfarrkirche erhoben. Infolge des Bauernkrieges wurde das Schloss zerstört, das ortsansässige Adelsgeschlecht erlosch.
Gegen Ende des 18. Jahrhunderts gab es in Schwebheim 40 Anwesen. Das Hochgericht übte die Reichsstadt Windsheim aus. Dies hatte ggf. an das brandenburg-bayreuthische Schultheißenamt Burgbernheim auszuliefern. Die Dorf- und Gemeindeherrschaft hatten im Wechsel die Reichsstadt Windsheim und das Schultheißenamt Burgbernheim inne. Grundherren waren die Reichsstadt Windsheim (32 Anwesen, darunter 3 Höfe, 1 Mühle, 16 Häckersgüter, 4 Wohngüter, 1 Häuslein), das Schultheißenamt Burgbernheim (Pfarrhaus, Kirche, Wirtshaus, 2 Güter, 3 Häuser), das Oberamt Uffenheim (1 Hof) und das Rittergut Illesheim (1 Wohngut).
Von 1797 bis 1810 unterstand der Ort dem Justizamt Külsheim und Kammeramt Ipsheim. Im Jahre 1810 kam Schwebheim an das Königreich Bayern. Im Rahmen des Gemeindeedikts wurde 1811 der Steuerdistrikt Schwebheim gebildet, zu dem die Aisch-, Eisen- und Gackenmühle, Illesheim und Ottenhofen gehörten. 1817 entstand die Ruralgemeinde Schwebheim, die deckungsgleich mit dem Steuerdistrikt war. Mit dem Zweiten Gemeindeedikt (1818) wurden drei Ruralgemeinden gebildet:
- Ruralgemeinde Illesheim mit Aisch-, Eisen- und Gackenmühle;
- Ruralgemeinde Ottenhofen;
- Ruralgemeinde Schwebheim.[13][14]

Die Ruralgemeinde Schwebheim war in Verwaltung und Gerichtsbarkeit dem Landgericht Windsheim zugeordnet und in der Finanzverwaltung dem Rentamt Ipsheim. Die freiwillige Gerichtsbarkeit über ein Anwesen hatte jedoch bis 1848 das Patrimonialgericht Illesheim inne. Ab 1862 gehörte Schwebheim zum Bezirksamt Uffenheim (1939 in Landkreis Uffenheim umbenannt) und ab 1856 zum Rentamt Windsheim (1919 in Finanzamt Windsheim umbenannt, seit 1972 Finanzamt Uffenheim). Die Gerichtsbarkeit blieb beim Landgericht Windsheim (1879 in Amtsgericht Windsheim umbenannt), seit 1973 ist das Amtsgericht Neustadt an der Aisch zuständig. Die Gemeinde hatte eine Gebietsfläche von 5,718 km².
Am 1. Juli 1972 wurde Schwebheim im Zuge der Gebietsreform in Bayern nach Buchheim eingemeindet, das am 1. Mai 1978 in die Stadt Burgbernheim eingegliedert wurde.

### Baudenkmäler
In Schwebheim gibt es sechs Baudenkmäler:
- Die evangelisch-lutherische Pfarrkirche St. Laurentius
- Friedhof mit Grabmälern aus dem 19. Jahrhundert
- ehemaliges Pfarrhaus Hauptstr. 12 aus der zweiten Hälfte des 18. Jahrhunderts
- Fachwerkscheune Hauptstr. 25 von 1832
- Fachwerkhaus Schulstr. 9, erbaut um 1800
- alter Feldbunker in der Schwebheimer Feld-Gemarkung „Hocherbuck“

### Einwohnerentwicklung
| Jahr      | 1818   | 1840   | 1852   | 1855   | 1861   | 1867   | 1871   | 1875   | 1880   | 1885   | 1890   | 1895   | 1900   | 1905   | 1910   | 1919   | 1925   | 1933   | 1939   | 1946   | 1950   | 1952   | 1961   | 1970   | 1987   | 2002  | 2018  |
| Einwohner | 263    | 308    | 320    | 317    | 302    | 277    | 272    | 286    | 325    | 338    | 344    | 323    | 313    | 316    | 311    | 282    | 263    | 255    | 238    | 468    | 425    | 424    | 265    | 235    | 221    | 236   | 262   |
| Häuser    | 57     | 62     |        |        |        |        | 64     |        |        | 67     | 66     |        | 65     |        |        |        | 59     |        |        |        | 59     |        | 60     |        | 61     |       |       |
| Quelle    | [ 22 ] | [ 23 ] | [ 24 ] | [ 24 ] | [ 25 ] | [ 26 ] | [ 27 ] | [ 28 ] | [ 29 ] | [ 30 ] | [ 31 ] | [ 24 ] | [ 32 ] | [ 24 ] | [ 33 ] | [ 24 ] | [ 34 ] | [ 24 ] | [ 24 ] | [ 24 ] | [ 35 ] | [ 24 ] | [ 16 ] | [ 36 ] | [ 37 ] | [ 2 ] | [ 2 ] |

## Religion
Der Ort ist Sitz der Pfarrei St. Laurentius (Schwebheim) und ist seit der Reformation evangelisch-lutherisch geprägt. Die Katholiken sind nach St. Bonifaz (Bad Windsheim) gepfarrt.

## Vereinsleben
Es gibt folgende Vereine im Ort:
- Bayrische Jungbauernschaft (BJB Schweba)
- Feuerwehrverein
- Obst- und Gartenbauverein (OGV Schwebheim)
- Jagdgenossenschaft
- Gesangverein
- Kinderchor

## Gewerbe
Neben zahlreichen landwirtschaftlichen Betrieben verfügt Schwebheim auch über einen Computerladen, zwei Elektriker, einen Campingplatz, eine Polizeiaußenstelle, einen Friseurladen, eine Käserei, eine Gastwirtschaft sowie eine international agierende Holzimperium.